# Lavancia-Épercy
Lavancia-Epercy är en kommun i departementet Jura i regionen Bourgogne-Franche-Comté i östra Frankrike. Kommunen ligger i kantonen Saint-Claude som tillhör arrondissementet Saint-Claude. År 2022 hade Lavancia-Epercy 618 invånare.

## Befolkningsutveckling
Antalet invånare i kommunen Lavancia-Epercy
Referens:INSEE